# Lagoa Bonita do Sul
Lagoa Bonita do Sul este un oraș în Rio Grande do Sul (RS), Brazilia.